# Provincia de Puquina
La Provincia de Puquina fue una antigua división territorial del Perú, existente entre 1884 y 1936. 
- Se creó en 1884, como parte del Departamento de Moquegua, con las provincias de Moquegua, Puquina  y Tarata.
- En 1836, con la Ley N° 8230, se crea el Departamento de Moquegua, con las provincias Mariscal Nieto (Capital: Moquegua) y General Sánchez Cerro (capital : Omate).

## Capital
La capital de esta provincia era la ciudad de Omate.

## División política
En 1884, esta provincia se divide en los siguientes distritos.
- Puquina,
- Omate,
- Ubinas e
- Ichuña.